# Quién dijo ayer
Quién dijo ayer è un album di raccolta del cantautore guatemalteco Ricardo Arjona, pubblicato nel 2007.

## Tracce
CD 1: Quién dijo...
1. Se nos muere el amor – 5:21
2. Quién – 4:16
3. Dime que no – 4:23
4. Quiero – 4:52
5. Si el norte fuera el sur (feat. Panteón Rococó) – 4:31
6. Te conozco – 4:29
7. Espantapájaros – 4:00
8. Historia de taxi (feat. Marc Anthony) – 6:01
9. Tarde (Sin daños a terceros) (feat. Marta Sánchez) – 4:15
10. Mujeres – 4:38
11. A ti (feat. Eros Ramazzotti) – 4:47
12. Tu reputación (Reggae Version) – 4:18
13. Señora de las cuatro décadas – 4:23
14. Jesús, verbo no sustantivo – 6:54
15. Cuándo – 4:44
16. Realmente Nno estoy tan solo (feat. Sandro) – 4:16

CD 2: ...Ayer
1. Se nos muere el amor – 4:06
2. Dime que no – 4:24
3. Si el norte fuera el sur – 4:54
4. Te conozco – 4:08
5. Historia de taxi – 6:42
6. Tarde (Sin daños a terceros) – 4:16
7. Mujeres – 3:27
8. A ti – 4:48
9. Tu reputación – 4:47
10. Señora de las cuatro décadas – 5:04
11. Jesús, verbo no sustantivo – 6:47
12. Cuándo (Pop Version) – 4:19
13. Realmente no estoy tan solo – 3:51